# Kaigetsudō Anchi
Pour l’article homonyme, voir Kaigetsudō.
Kaigetsudō Anchi (壊月堂 安知) (Yasutomo), actif entre 1704 et 1736, est un artiste japonais de peinture et d'estampe ukiyo-e, qui fut au XVIIIe siècle l'un des élèves de Kaigetsudō Ando (壊月堂 安度) (Yasunobu), fondateur de l'école Kaigetsudō. 

## Style
On retrouve chez Kaigetsudō Anchi les caractéristiques de l'école Kaigetsudō : Portrait en pied, sur un arrière-plan vide, d'une courtisane vêtue d'un somptueux kimono, dont les plis sont soulignés par l'épaississement du trait.

## Œuvres
- Courtisane avec un chat (1704-1716), estampe ō-ōban, impression monochrome, Musée Guimet[1]
- Portrait de courtisane debout (1711-1716) vers l'Ère Shōtoku, rouleau vertical, couleurs sur papier, Musée national de Tokyo[1]